# Beasts of No Nation
Beasts of No Nation es una película estadounidense de guerra y drama de 2015, dirigida y escrita por Cary Joji Fukunaga y basada en la novela homónima de 2005, escrita por Uzodinma Iweala. La película está protagonizada por Idris Elba, Ama K. Abebrese, Grace Nortey, David Dantoh, Opeyemi Fagbohungbe y Abraham Attah.
El rodaje de la película comenzó a inicios de junio de 2014, en la región oriental de Ghana. Fue producida por Participant Media y Red Crown Productions y distribuida mundialmente por el servicio de streaming en línea Netflix.

## Argumento
La historia se centra en Agu, un joven muchacho que pierde a su familia cuando una guerra civil se desata en la villa en la que vive, en el África Occidental, y es forzado a formar parte de las filas de una fuerza de defensa rebelde.
A través de los ojos de Agu, Fukunaga pretende introducir al espectador en la cruda realidad de los niños-soldado dentro de los conflictos africanos.

## Valoración Histórica
Esta película muestra de una forma realmente fidedigna cómo funciona el reclutamiento de niños en los grupos armados; así como cuál es la psicología utilizada para convencer a estos niños para matar. También da una imagen muy realista del papel crucial de estos niños para sustentar las filas de dichos grupos; normalmente suelen superar el 50% y son utilizados como batallones enteros para abrir paso en los frentes. La evolución psicológica de los personajes, sobre todo de Agu, también está muy trabajada y fundada; dado que la película se basa en la novela Beasts of No Nation de Uzodinma Iweala, quien recogió los testimonios de niños y niñas que fueron soldados. 
Sin embargo, a lo largo del film se echa en falta un contexto político e histórico real que permita al espectador situar la guerra, comprender quiénes son los actores y perfilar las motivaciones que llevan al conflicto. En este sentido, la película perpetúa la imagen del continente como un lugar de guerra constante e inevitable .

## Reparto
- Abraham Attah como Agu.
- Idris Elba como Comandante.[2]
- Ama K. Abebrese como Madre.[3]
- Kobina Amissa-Sam como Padre.
- Emmanuel Nii Adom Quaye como Strika.
- Kurt Egyiawan como Segundo Comandante.
- Jude Akuwudike como Dada Goodblood.
- Grace Nortey[3] como mujer vieja.
- David Dontoh[3] como Lingüista.
- Opeyemi Fagbohungbe como Sargento Gaz.[4]

## Producción
El 20 de agosto de 2013, Idris Elba se unió al reparto de la adaptación cinematográfica. Cary Joji Fukunaga dirigiría su propio guion, en el que llevaba trabajando alrededor de siete años. Red Crown Productions acordó financiar y producir la película junto a Primary Productions y Parliament of Owls. El 17 de mayo de 2014, Participant Media firmó para coproducir la película, aportando seis millones de dólares. El 6 de junio del años, tres actores de Ghana se unieron a la película, Ama K. Abebrese, Grace Nortey y David Dontoh. Opeyemi Fagbohungbe se unió luego al reparto.

### Filmación
El 5 de junio de 2014, el rodaje de la película dio marcha en la región del oriente de Ghana. La película tuvo parte del rodaje en locaciones de Koforidua y Ezile Bay en Akwidaa, Western Region.

### Música
El 29 de octubre de 2014, se anunció que Cliff Martinez compondría la banda sonora de la película, aunque luego fue reemplazado por Dan Romer.

## Estreno

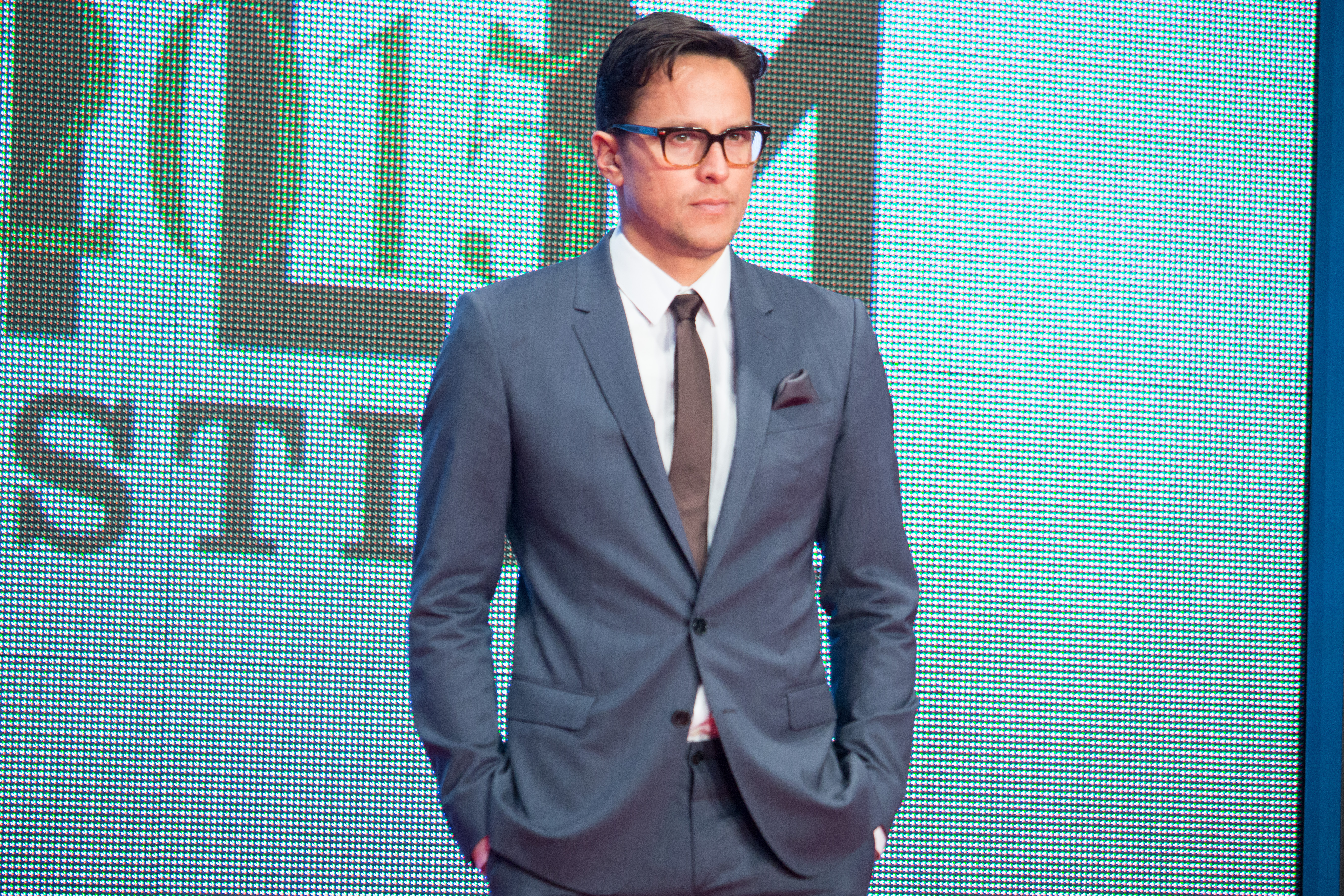
El director de la película Cary Joji Fukunaga en la inauguración del Festival Internacional de Cine de Tokio de 2015, presentando la película.

Los derechos de distribución mundial de la película fueron comprados por Netflix por alrededor de doce millones de dólares; se estrenó simultáneamente en cines y de forma en línea a través de la suscripción del servicio. Considerando la violación de distribución de 90 días de exclusividad, algunos cines como AMC Cinemas, Cinemark, Carmike Cinemad y Regal Entertainment, cuatro de las mayores cadenas de cine de Estados Unidos, amenazaron con boicotear la película. La película tuvo su estreno mundial en el Festival de Cine de Venecia, compitiendo en la 'Sección Oficial de Largometrajes a Concurso'.

### Recepción
La película recibió buenas críticas tras su estreno en el Festival de Cine de Venecia. Justin Chang de Variety escribe: "La educación nada sentimental de un niño soldado africano es capturada con una belleza salvaje y un horror realista en 'Beasts of No Nation', una crónica inflexible y crítica sobre una guerra civil."
Todd McCarthy de The Hollywood Reporter la resume en: "Dura, agotadora y fascinante." Fionnuala Halligan de Screendaily dice: "Un proyecto de una integridad considerable que resulta en una experiencia consistente y apasionante, aunque con un metraje algo excesivo."
Peter Bradshaw de The Guardian apunta: "Una película muy potente y realizada con mano firme, un film que realmente hace pasar un mal rato a sus espectadores, que rehúsa cualquier gesto paliativo final, y con unas imponentes interpretaciones de Elba y Attah. Puntuación de cuatro sobre cinco", Jessica Kiang de Indiewire escribe: "Sin duda, una de las películas más bellas sobre algo sumamente desagradable, la envolvente y profundamente conmovedora 'Beasts of No Nation', de Cary Joji Fukunaga, es una experiencia desoladora."

## Premios y nominaciones
| Premio                                    | Categoría                                     | Nominados                                  | Resultado | Ref(s)        |
| ----------------------------------------- | --------------------------------------------- | ------------------------------------------ | --------- | ------------- |
| Festival Internacional de Cine de Venecia | León de Oro                                   | Cary Joji Fukunaga                         | Nominado  | [ 16 ]        |
| Festival Internacional de Cine de Venecia | Mejor joven actor o actriz emergente          | Abraham Attah                              | Ganador   | [ 16 ]        |
| Premios BAFTA                             | Mejor actor de reparto                        | Idris Elba                                 | Nominado  | [ 17 ] [ 18 ] |
| Premios del Sindicato de Actores          | Mejor reparto                                 | Abraham Attah, Kurt Egyiawan e Idris Elba. | Nominados | [ 19 ] [ 20 ] |
| Premios del Sindicato de Actores          | Mejor actor de reparto                        | Idris Elba                                 | Ganador   | [ 19 ] [ 20 ] |
| Globos de Oro                             | Mejor actor de reparto                        | Idris Elba.                                | Nominado  | [ 21 ] [ 22 ] |
| Crítica de San Diego                      | Intérprete revelación                         | Abraham Attah                              | Nominado  | [ 23 ] [ 24 ] |
| Premios Image                             | Nejor película                                | Beasts of No Nation                        | Nominada  | [ 25 ] [ 26 ] |
| Premios Image                             | Mejor actor                                   | Abraham Attah                              | Nominado  | [ 25 ] [ 26 ] |
| Premios Image                             | Mejor actor de reparto                        | Idris Elba                                 | Nominado  | [ 25 ] [ 26 ] |
| Premios Image                             | Mejor película independiente                  | Beasts of No Nation                        | Ganadora  | [ 25 ] [ 26 ] |
| Sociedad de Críticos de Phoenix           | Nejor intérprete joven                        | Abraham Attah                              | Nominado  | [ 27 ]        |
| Sociedad de Críticos de Phoenix           | Mejor intérprete revelación                   | Abraham Attah                              | Nominado  | [ 27 ]        |
| Crítica de St. Louis                      | Nejor actor                                   | Abraham Attah                              | Nominado  | [ 28 ]        |
| Crítica de St. Louis                      | Mejor actor de reparto                        | Idris Elba                                 | Nominado  | [ 28 ]        |
| Crítica de St. Louis                      | Mejor fotografía                              | Cary Joji Fukunaga                         | Nominado  | [ 28 ]        |
| Crítica de St. Louis                      | Nejor película                                | Beasts of No Nation                        | Nominado  | [ 29 ]        |
| Crítica de St. Louis                      | Mejor director                                | Cary Joji Fukunaga                         | Nominado  | [ 29 ]        |
| Crítica de St. Louis                      | Mejor actor de reparto                        | Idris Elba                                 | Nominado  | [ 29 ]        |
| Crítica de St. Louis                      | Mejor intérprete joven                        | Abraham Attah                              | Nominado  | [ 29 ]        |
| Crítica de St. Louis                      | Mejor fotografía                              | Cary Joji Fukunaga                         | Nominado  | [ 29 ]        |
| Black Reel Awards                         | Mejor película                                | Beasts of No Nation                        | Nominada  | [ 30 ] [ 31 ] |
| Black Reel Awards                         | Mejor actor                                   | Abraham Attah                              | Nominado  | [ 30 ] [ 31 ] |
| Black Reel Awards                         | Mejor actor revelación                        | Abraham Attah                              | Ganador   | [ 30 ] [ 31 ] |
| Black Reel Awards                         | Mejor actor de reparto                        | Idris Elba                                 | Ganador   | [ 30 ] [ 31 ] |
| Black Reel Awards                         | Mejor banda sonora                            | Dan Romer                                  | Nominado  | [ 30 ] [ 31 ] |
| Crítica de Austin                         | Mejor actor de reparto                        | Idris Elba                                 | Nominado  | [ 32 ] [ 33 ] |
| Crítica de Austin                         | Artista revelación                            | Abraham Attah                              | Nominado  | [ 32 ] [ 33 ] |
| Crítica de Londres                        | Mejor actor británico                         | Idris Elba                                 | Nominado  | [ 34 ]        |
| Premios de la Crítica Cinematográfica     | Mejor intérprete joven                        | Abraham Attah                              | Nominado  | [ 35 ]        |
| Asociación de Críticos Afroamericanos     | Top 10 del año                                | Beasts of No Nation                        | Ganadora  | [ 36 ]        |
| Crítica de Washington D. C.               | Mejor actor/actriz joven                      | Abraham Attah                              | Nominado  | [ 37 ]        |
| Premios Independent Spirit                | Mejor película                                | Beasts of No Nation                        | Nominada  | [ 38 ] [ 39 ] |
| Premios Independent Spirit                | Mejor director                                | Cary Joji Fukunaga                         | Nominado  | [ 38 ] [ 39 ] |
| Premios Independent Spirit                | Mejor actor                                   | Abraham Attah                              | Ganador   | [ 38 ] [ 39 ] |
| Premios Independent Spirit                | Mejor actor de reparto                        | Idris Elba                                 | Ganador   | [ 38 ] [ 39 ] |
| Premios Independent Spirit                | Mejor fotografía                              | Cary Joji Fukunaga                         | Nominado  | [ 38 ] [ 39 ] |
| Black Film Critics Circle                 | BFCC Rising Star Award                        | Abraham Attah                              | Ganador   | [ 40 ]        |
| Black Film Critics Circle                 | Mención especial                              | Beasts of No Nation                        | Ganadora  | [ 40 ]        |
| Black Film Critics Circle                 | Top 10 del año                                | Beasts of No Nation                        | Ganadora  | [ 40 ]        |
| Festival de Capri-Hollywood               | Mejor director                                | Cary Joji Fukunaga                         | Ganador   | [ 41 ]        |
| Festival de Capri-Hollywood               | Mejor actor de reparto                        | Idris Elba                                 | Ganador   | [ 41 ]        |
| Festival de Capri-Hollywood               | Mejor fotografía                              | Cary Joji Fukunaga                         | Ganador   | [ 41 ]        |
| Asociación de críticos de Georgia         | Mejor revelación                              | Abraham Attah                              | Nominado  | [ 42 ] [ 43 ] |
| Crítica de Denver                         | Mejor actor de reparto                        | Idris Elba                                 | Nominado  | [ 44 ] [ 45 ] |
| Gremio de diseñadores de vestuario (CDG)  | Mejor vestuario en una película contemporánea | Jenny Eagan                                | Ganadora  | [ 46 ] [ 47 ] |
| Crítica de North Texas                    | Mejor actor de reparto                        | Idris Elba                                 | Ganador   | [ 48 ]        |
| Premios Empire                            | Mejor actor revelación                        | Abraham Attah                              | Nominado  | [ 49 ]        |